# Centrale de la Chute-des-Chats
La centrale de la Chute-des-Chats, aussi connue sous le nom de Chat Falls Generating station, est une centrale hydroélectrique érigée sur la rivière des Outaouais sur le site de l'ancienne chute des Chats (en) à 56 km au nord-ouest d'Ottawa, en Outaouais. Cette centrale, d'une puissance installée de 175 MW, a été mise en service en 1931 et 1932. La centrale, qui est traversée par la frontière Ontario-Québec est exploitée conjointement par Ontario Power Generation et Hydro-Québec.

## Historique
Le développement hydroélectrique du site a été envisagé pendant longtemps par Ontario Hydro, qui a obtenu les droits sur le site en vertu des expropriations de 1912. Cependant, la difficulté de conclure une entente avec le Québec a retardé le développement du site pendant une quinzaine d'années. Une entente est finalement conclue avec la Ottawa Valley Power Company et la construction des ouvrages peuvent commencer à l'automne 1929. Les unités de production de la centrale entrent en production en 1931 et 1932.
Hydro-Québec a acquis les droits sur quatre des turbines de l'aménagement — les turbines 6, 7, 8 et 9, d'une puissance de 79 MW —, lors de la nationalisation de l'électricité en 1963. Sa contrepartie ontarienne est propriétaire des turbines 2 à 5, qui ont une puissance de 96 MW. Les frais d'exploitation de la centrale sont partagés entre les deux entreprises. Ontario Power Generation est responsable de l'entretien des installations.
Une explosion d'un interrupteur a provoqué un grave incendie à la centrale, le 2 mars 1953. L'incendie, qui a fait rage pendant plus de 7 heures, a nécessité la reconstruction du toit partiellement effondré et le remplacement de 2 des 8 turbines. Les dommages provoqués par le sinistre ont coûté 2 millions CAD.